# Munții Poiana Ruscă
Munții Poiana Ruscă sunt o grupă montană extinsă aparținând Carpaților Occidentali făcând tranziția între grupa majoră nordică a acestora, Munții Apuseni și grupa majoră sudică, Munții Banatului sau la vest de Muntii Țarcu (care aparțin de Carpații Meridionali). Se întind pe o suprafață de cca 2.640 km2, având altitudini medii în jur de 700 – 1000 m.
Cel mai înalt vârf al Munților Poiana Ruscă, având 1.382 m, este vârful Padeș.

## Geologie
Din punct de vedere geologic, Munții Poiana Ruscă sunt alcătuiți din șisturi cristaline. 

## Vârfuri
Cele mai înalte vârfuri sunt:
- Vârful Padeș, 1.382 m
- Vârful Rusca, 1.355 m
- Vârful Cioaca Strigoanei, 1.217 m
- Vârful Măgurii, 1.183 m
- Vârful Leontinului, 1168 m
- Vârful Hoii, 1115 m
- Vârful Măgura Frunții, 1043 m
- Vârful Muncelu, 1.140 m
- Vârful Cioaca cu Viezuri, 1026 m
- Vârful Stâlpului, 977 m
- Vârful Cuptorului, 959 m
- Vârful Glodea, 950 m
- Vârful Milu(sau Miloia), 909 m
- Vârful Brăinul Mare, 874 m
- Vârful Alunului, 796 m
- Vârful Strâmbului, 763 m

## Galerie video

Prelucrare 3D pentru Munţii Poiana Ruscă